# 半柱花属
半柱花属（学名：Hemigraphis）是爵床科下的一个属，为直立或匍匐草本植物。该属共有约100种，分布于热带亚洲。